# 9907 Oileus
9907 Oileus là một tiểu hành tinh Trojan Sao Mộc thuộc trại Hy Lạp. Nó quay quanh Mặt Trời mỗi 12.23 năm. Nó được phát hiện ngày 24 tháng 9 năm 1960 bởi Cornelis Johannes van Houten và Ingrid van Houten-Groeneveld ở Đài thiên văn Palomar, tên chỉ định của nó là "6541 P-L".